# 目白山峰
目白山峰，是日本純種競賽馬匹。生涯活躍於中距離賽事，於1986年勝出櫻花賞、優駿牝馬（日本橡樹大賽）及女皇伊利沙伯二世盃後成爲日本賽馬史上首匹三冠雌馬，並於1987年被選爲日本中央競馬會殿堂馬。

## 出賽前
1983年出生於北海道伊達市目白牧場，所有權直接歸屬牧場所有。
其後交由美浦訓練中心練馬師奧平真治訓練。

### 3歲（現2歲）
1985年10月13日出戰東京競馬場3歲新馬戰，由小島太策騎。比賽開始後，其隨即搶佔位置領放，最後彎道再度加速，進入直路後直接進入獨走狀態並拋離對手，最終以約20馬位的大差優勢奪得第一個冠軍。
其後出戰京成盃三歲錦標，然而於出閘後和其他馬匹碰撞造成其亢奮，比賽途中一直保持暴走的狀態，最終於直路上失速以第四落敗。
賽後其出現絞痛及骨膜炎的症狀需要接受治療，但鑑於其恢復程度良好，陣營決定安排其出戰11月30日的條件戰寒菊賞。由於主戰騎師小島太於當天決定於阪神競馬場策騎，因而由柏崎正次代打策騎，最終於直路上成功壓制對手，以1馬位優勢獲勝。
12月14日出戰東京電視賞三歲牝馬特別，比賽途中發揮良好實力，最終於直路上拋離第二的Dyna Fairy 3 1/2馬位取得首個分級賽優勝，亦以1分34.9秒的時間打破紀錄。
年末，由於其於年間表現良好，於評選中以80票當選最佳3歲雌馬。

### 4歲（現3歲）
1986年調整過後，出戰皇后盃，賽前獲得壓倒性的第一人氣。然而於比賽前其經已表現出些少焦躁，比賽開始後雖然於前方位置推進，但於進入直路後突然失速，最終以第四完賽。
其後出戰報知盃四歲牝馬特別，改由河內洋策騎。比賽開始後，中團後方位置追走，於第三彎道受到失速馬匹影響，被阻擋下以最後方進入直路。然而其進入直路後，隨即於外檔加速衝刺，成功超越前方馬匹，最終於終點線前追過Chuo Sally，以頸位優勢奪得冠軍。
4月6日出戰櫻花賞，比賽初段其一直保持於中團位置，通過第三彎道後開始爬升至到先頭。進入直路後，其憑藉過彎時的爬升成功率先衝出，其後繼續保持速度抵擋後方賽駒的追擊，最終以1 3/4馬位優勢成功奪得首個一級賽冠軍。
贏得櫻花賞後，其以優駿牝馬爲目標出戰前哨戰產經體育賞四歲牝馬特別，希望可以克服不擅長東京競馬場的弱點。比賽途中其一直保持於前方，於直路開端便取得領先的優勢，最終成功壓制對手下再度取得分級賽優勝。
其後按照計劃出戰優駿牝馬，以1.8倍獨贏賠率成爲第一人氣。比賽開始後，由於其於開閘後隨即有些微跌撞，因而需要由隊伍後方追走。比賽途中，其不斷於內欄位置逐步爬升至先頭，進入直路後開始加速並於中段取得領先，最終其保持優勢下以2 1/2馬位獲勝，成爲史上第七匹兩冠雌馬。
完成優駿牝馬後，其返回北海道伊達市目白牧場放草，於8月進入函館競馬場進行訓練，打算出戰皇后錦標作秋季賽事之熱身。然而進入函館競馬場一週後其體態出現問題，隨即被轉移至美浦訓練中心接受治療。治療完畢返回馬房訓練時又被碎石挫傷，因而訓練被推遲下迫於無奈避戰皇后錦標，轉戰10月的玫瑰錦標。
10月12日按照計劃出戰玫瑰錦標，比賽途中一直處於先頭位置，進入直路後隨即和同爲先行馬的Pot Tesco Lady爭搶位置，處於上風的狀態下成功於終點線前超越對手，以頸位優勢獲勝。
11月2日出戰女皇伊利沙伯二世盃，以壓倒勝利的1.3倍獨贏賠率獲得第一人氣。比賽開始後其於第三的位置推進，通過第三彎道時候騎師河內開始指揮其加速，並以先頭姿態進入直路。進入直路後，其仍然保持速度領先，縱使其於終點線前放慢腳步被後方的Super Shot迫近，仍然可以以頸位壓過對手奪冠，成爲日本史上首匹三冠雌馬，亦爲首匹累積獎金突破3億日圓的雌馬。
賽後，有不少消息指其會出戰日本盃與一種雄馬決戰，但陣營最終宣佈安排其出戰有馬紀念後隨即退役。
12月21日按照計劃出戰有馬紀念，比賽途中其於中團位置追走，然而進入直路衝出後隨即失速，最終以第九大敗。
完成有馬紀念後按照計劃退役，並於其後取消於日本中央競馬會的賽駒註冊。
年末，由於其達成雌馬三冠的偉業，於評選中以全票139票當選最佳4歲雌馬。

### 詳細賽績
| 日期       | 舉辦國家 | 馬場 | 距離   | 級別 | 賽事名稱               | 負重 | 騎師     | 馬號 | 出馬 | 名次 | 時間   | 頭馬（二馬）       |
| ---------- | -------- | ---- | ------ | ---- | ---------------------- | ---- | -------- | ---- | ---- | ---- | ------ | ------------------ |
| 13/10/1985 | 日本     | 東京 | 泥1400 |      | 3歲新馬                | 53   | 小島太   | 1    | 8    | 1    | 1:26.1 | （Dyna Bonde）     |
| 3/11/1985  | 日本     | 東京 | 草1400 | GII  | 京成盃三歲錦標         | 53   | 小島太   | 5    | 5    | 4    | 1:23.9 | Daishin Fubuki     |
| 30/11/1985 | 日本     | 中山 | 草1600 |      | 寒菊賞                 | 53   | 柏崎正次 | 8    | 9    | 1    | 1:35.7 | （Fujino Sengoku） |
| 14/12/1985 | 日本     | 中山 | 草1600 | GIII | 東京電視賞三歲牝馬特別 | 53   | 柏崎正次 | 7    | 13   | 1    | 1:34.9 | （Dyna Fairy）     |
| 26/1/1986  | 日本     | 東京 | 草1600 | GIII | 每日盃皇后盃           | 54   | 柏崎正次 | 6    | 9    | 4    | 1:36.5 | Super Shoot        |
| 16/3/1986  | 日本     | 阪神 | 草1400 | GII  | 報知盃四歲牝馬特別     | 54   | 河內洋   | 2    | 17   | 1    | 1:23.9 | （Chuo Sally）     |
| 6/4/1986   | 日本     | 阪神 | 草1600 | GI   | 櫻花賞                 | 55   | 河内洋   | 13   | 22   | 1    | 1:35.8 | （Mayano Jo O）    |
| 27/4/1986  | 日本     | 東京 | 草1800 | GII  | 產經體育賞四歲牝馬特別 | 54   | 河内洋   | 13   | 15   | 1    | 1.50.8 | （Dyna Actress）   |
| 18/5/1986  | 日本     | 東京 | 草2400 | GI   | 優駿牝馬               | 55   | 河内洋   | 10   | 22   | 1    | 2:29.6 | （Yu Miroku）      |
| 12/10/1986 | 日本     | 京都 | 草2000 | GII  | 玫瑰錦標               | 55   | 河内洋   | 4    | 13   | 1    | 2:01.3 | （Pot Tesco Lady） |
| 2/11/1986  | 日本     | 京都 | 賽2400 | GI   | 女皇伊利沙伯二世盃     | 55   | 河内洋   | 13   | 19   | 1    | 2:29.1 | （Super Shoot）    |
| 21/12/1986 | 日本     | 中山 | 賽2500 | GI   | 有馬紀念               | 53   | 河内洋   | 5    | 12   | 9    | 2:34.6 | Dyna Gulliver      |

## 退役後
1987年目白山峰被選出為日本中央競馬會第15匹殿堂馬。
退役後，目白山峰成爲了繁殖雌馬，於北海道伊達市目白牧場休養，在1987年進行配種但受胎不成功。首匹子嗣Mejiro Ryumon於1989年出生。然而縱觀其配種生涯，目白山峰的受胎率極其之低，亦常常出現雙胞胎等於育馬產業中不利的情況，使其並未留下任何出色的後代。然而其成功以雌系的方式流傳自身的血脈，如2008年川崎紀念冠軍Field Rouge及兩勝香港瓶的耀滿瓶正是其曾外孫。
2005年9月22日，其於目白牧場內因衰老死亡，享年22歲。

### 詳細繁殖資料
| 數目     | 馬名             | 出生年 | 性別 | 父系           | 練馬師                                         | 馬主     | 戰績                        |
| -------- | ---------------- | ------ | ---- | -------------- | ---------------------------------------------- | -------- | --------------------------- |
|          | （受胎失敗）     |        |      | Mejiro Titan   | 栗東・荒川義之                                 |          |                             |
| 第一匹   | Mejiro Ryumon    | 1989   | 雄   | Mejiro Titan   | 美浦・奧平真治                                 | 目白牧場 | 9戰0冠0亞0季（退役）        |
| 第二匹   | Mejiro Rivera    | 1990   | 雌   | 魯鐸象徵       | 美浦・奧平真治                                 | 目白牧場 | 1戰0冠0亞0季（退役・繁殖）  |
|          | （未配種）       |        |      |                |                                                |          |                             |
| 第三匹   | Mejiro Teno      | 1992   | 雄   | Real Shadai    | 美浦・奧平真治 →高崎・法理勝弘                 | 目白牧場 | 29戰3冠2亞1季（退役）       |
|          | （未配種）       |        |      |                |                                                |          |                             |
| 第四匹   | Mejiro Desire    | 1994   | 雄   | 週日寧靜       | 美浦・奧平真治                                 | 目白牧場 | 16戰2冠1亞2季（退役・繁殖） |
|          | （流產）         |        |      | Criminal Type  |                                                |          |                             |
| 第五匹   | Mejiro Monju     | 1996   | 雄   | Lindo Shaver   | 美浦・奧平真治                                 | 目白牧場 | 10戰0冠0亞0季（退役）       |
| 第六匹   | Mejiro Brett     | 1997   | 雄   | Timber Country | 美浦・奧平真治                                 | 目白牧場 | 21戰2冠0亞1季（退役）       |
| 第七匹   | Mejiro Flax      | 1998   | 雌   | 臨泰來         | 美浦・奧平真治                                 | 目白牧場 | 17戰1冠1亞0季（退役・繁殖） |
| 第八匹   | Mejiro Greene    | 1999   | 雄   | 目白韋仁       | 美浦・奧平雅士                                 | 目白牧場 | 66戰4冠8亞7季（退役）       |
| 第九匹   | Mejiro Beckham   | 2000   | 雄   | 百仁時間       | 美浦・奧平真治 →高崎・法理勝弘 →美浦・奧平真治 | 目白牧場 | 27戰1冠1亞3季（退役）       |
|          | （受胎失敗）     |        |      | 空中聖戰       |                                                |          |                             |
| 第十匹   | Mejiro Snow Shoe | 2002   | 雌   | 神鷹           |                                                |          | （未出戰・繁殖）            |
| 第十一匹 | Mejiro Rubato    | 2003   | 雌   | 目白韋仁       | 美浦・奧平真治                                 | 目白牧場 | 12戰0冠2亞4季（退役・繁殖） |
| 第十二匹 | Mejiro Rastaban  | 2004   | 雄   | 谷野美酒       | 美浦・奧平真治 →美浦・高木登                   | 目白牧場 | 37戰2冠2亞4季               |
|          | （受胎失敗）     |        |      | 櫻花進王       |                                                |          |                             |

## 血統簡介
父系Mogami爲法國賽駒，生涯戰績不佳，退役後被目白牧場引入日本作配種馬之用。祖父利法爾爲美國生產的法國賽駒，出自著名種馬北地舞人系，生涯亦僅得一敗，退役後亦成爲歐洲著名種馬，現以成爲一支獨立系統。
母系Mejiro Hiryu爲日本賽駒，生涯勝出五場賽事但未突破條件戰級別。外祖父Never Beat爲英國賽駒，生涯僅得一勝。

### 血統表
| 父線：利法爾系（北地舞人系）         |                               |                |                |
| 種馬 Mogami 1976年（棕色）           | 利法爾 1969年（棗色）         | 北地舞人       | 新北區         |
| 種馬 Mogami 1976年（棕色）           | 利法爾 1969年（棗色）         | 北地舞人       | Natalma        |
| 種馬 Mogami 1976年（棕色）           | 利法爾 1969年（棗色）         | Goofed         | Court Martial  |
| 種馬 Mogami 1976年（棕色）           | 利法爾 1969年（棗色）         | Goofed         | Barra          |
| 種馬 Mogami 1976年（棕色）           | No Luck 1968年（深棗色）      | Lucky Debonair | Vertex         |
| 種馬 Mogami 1976年（棕色）           | No Luck 1968年（深棗色）      | Lucky Debonair | Fresh as Fresh |
| 種馬 Mogami 1976年（棕色）           | No Luck 1968年（深棗色）      | No Teasing     | Palestinian    |
| 種馬 Mogami 1976年（棕色）           | No Luck 1968年（深棗色）      | No Teasing     | No Fiddling    |
| 繁殖雌馬 Mejiro Hiryu 1972年（棗色） | Never Beat 1960年（深栗色）   | Never Say Die  | Nasrullah      |
| 繁殖雌馬 Mejiro Hiryu 1972年（棗色） | Never Beat 1960年（深栗色）   | Never Say Die  | Singing Grass  |
| 繁殖雌馬 Mejiro Hiryu 1972年（棗色） | Never Beat 1960年（深栗色）   | Bride Elect    | Big Game       |
| 繁殖雌馬 Mejiro Hiryu 1972年（棗色） | Never Beat 1960年（深栗色）   | Bride Elect    | Netherton Maid |
| 繁殖雌馬 Mejiro Hiryu 1972年（棗色） | Amazon Warrior 1960年（棗色） | Khaled         | Hyperion       |
| 繁殖雌馬 Mejiro Hiryu 1972年（棗色） | Amazon Warrior 1960年（棗色） | Khaled         | Eclair         |
| 繁殖雌馬 Mejiro Hiryu 1972年（棗色） | Amazon Warrior 1960年（棗色） | War Betsy      | War Relic      |
| 繁殖雌馬 Mejiro Hiryu 1972年（棗色） | Amazon Warrior 1960年（棗色） | War Betsy      | Betsy Ross     |
| 雌系：號族：9-f                      |                               |                |                |
| 五代內近親交配：Nearco 5×5×5         |                               |                |                |

## 命名由來
名字中，Mejiro（メジロ）是馬主目白牧場冠名，亦即其牧場名字，Ramonu（ラモーヌ）就是阿爾卑斯山脈其中一座山峰的名稱。

## 外部連結
- 目白山峰 netkeiba.com （页面存档备份，存于）
- 血統表 （页面存档备份，存于）